# قلعة يوروس
قلعة يوروس (بالتركية: Yoros kalesi)‏ هي قلعة بيزنطية مدمرة تقع عند مُلتقى مضيق البوسفور والبحر الأسود، شمال تل جوشوا، في إسطنبول، تركيا. ويشار إليها أيضًا باسم قلعة جنوة، نسبةً لجمهورية جنوة في منتصف القرن الخامس عشر.

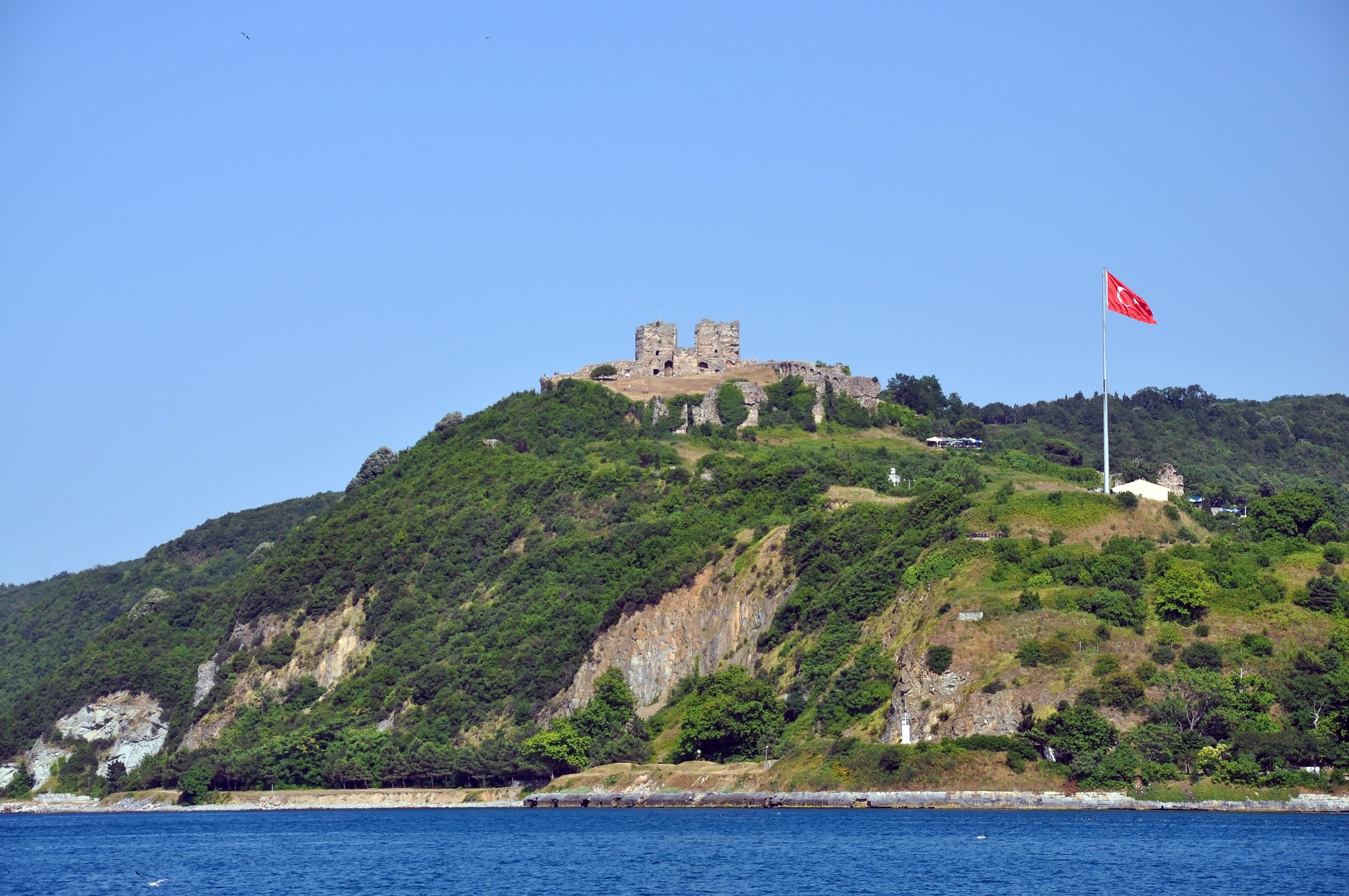
قلعة يوروس ، أنادولو كافاجي، بيكوز - إسطنبول.

## جغرافية

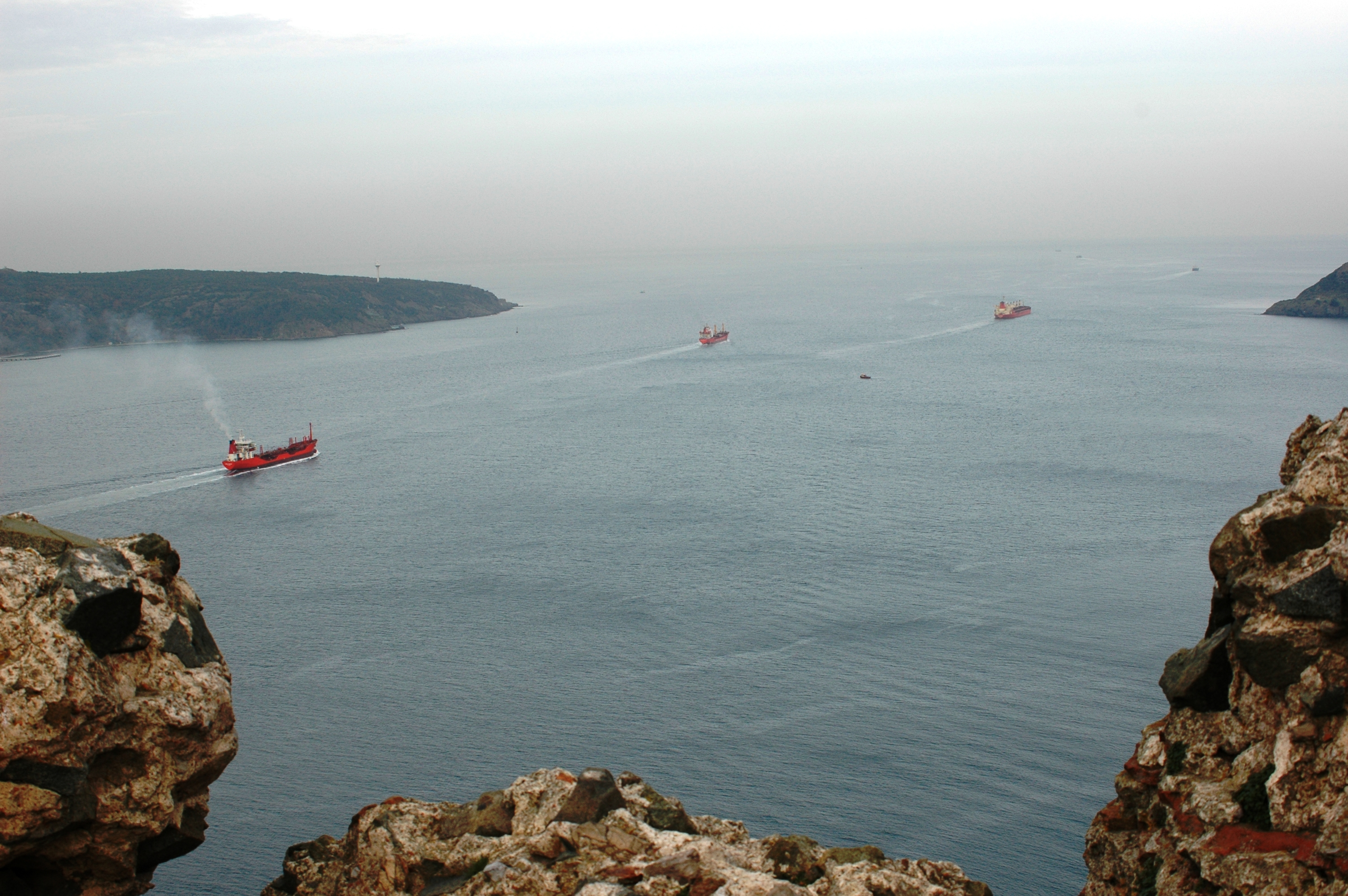
التقاء البوسفور والبحر الأسود، كما يظهر من قلعة يوروس، يكشف عن موقعه الاستراتيجي للغاية.

تقع قلعة يوروس على تلة مُطلة على مضيق البوسفور، شمال قرية صغيرة تسمى أناضول كافاجي، على خليج ماكار، ويشار إلى المنطقة بأكملها باسم أناضول كافاجي. هذا القسم هو واحد من الأماكن الضيقة لامتداد البوسفور، وعلى الشاطئ المقابل تقع منطقة تدعى روميلي كافاجي، والتي كانت في السابق حصنًا مشابهًا لقلعة يوروس. (كان الأناضول وروملي مصطلحات عثمانية للأجزاء الأناضولية والأوروبية من الإمبراطورية).

## التاريخ
تم تعيين موقع قلعة يوروس بالقرب من التقاء مضيق البوسفور والبحر الأسود، وقد تم تسويته من قبل الفينيقيين والإغريق قبل الفترة البيزنطية لأغراض تجارية وعسكرية. دعا الإغريق المنطقة Hieron (مكان مقدس).

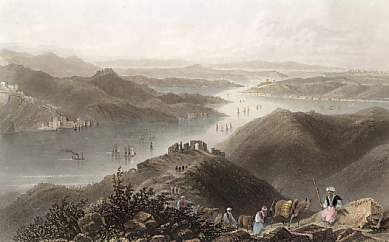

تم احتلال قلعة يوروس بشكل متقطع طوال فترة الإمبراطورية البيزنطية. تحت سلالة باليولوج خلال تراجع الإمبراطورية، كانت قلعة يوروس محصنة بشكل جيد، كما كانت روميلي كافاجي على الجانب المقابل من مضيق البوسفور. يمكن تمديد سلسلة ضخمة عبر مضيق البوسفور بين هاتين النقطتين، وقطع المضيق لمهاجمة السفن الحربية، على غرار السلسلة عبر القرن الذهبي التي تم استخدامها للدفاع عن القسطنطينية خلال فتح السلطان محمد الثاني للقسطنطينية.
حارب البيزنطيون والجنويون والعثمانيون على هذا التحصين الاستراتيجي لسنوات. تم احتلالها لأول مرة من قبل القوات العثمانية في عام 1305، ولكن استعادها البيزنطيون بعد ذلك بوقت قصير. استولى بايزيد الأول على القلعة مرة أخرى عام 1391 أثناء التحضير لحصاره للقسطنطينية. تم استخدامها كمقر ميداني له أثناء بناء قلعة الأناضول، وكانت واحدة من أهم القلاع للحصار. في عام 1399 حاول البيزنطيون استعادة قلعة يوروس. ولكن الهجوم فشل، وتم حرق قرية أناضول كافاجي. أخذ العثمانيون القلعة من 1391-1414، وخسروها أمام الجنويون عام 1414. وبسبب احتلال الجنويون للقلعة مدة أربعين سنة تم إطلاق لقب قلعة جنوة عليها.

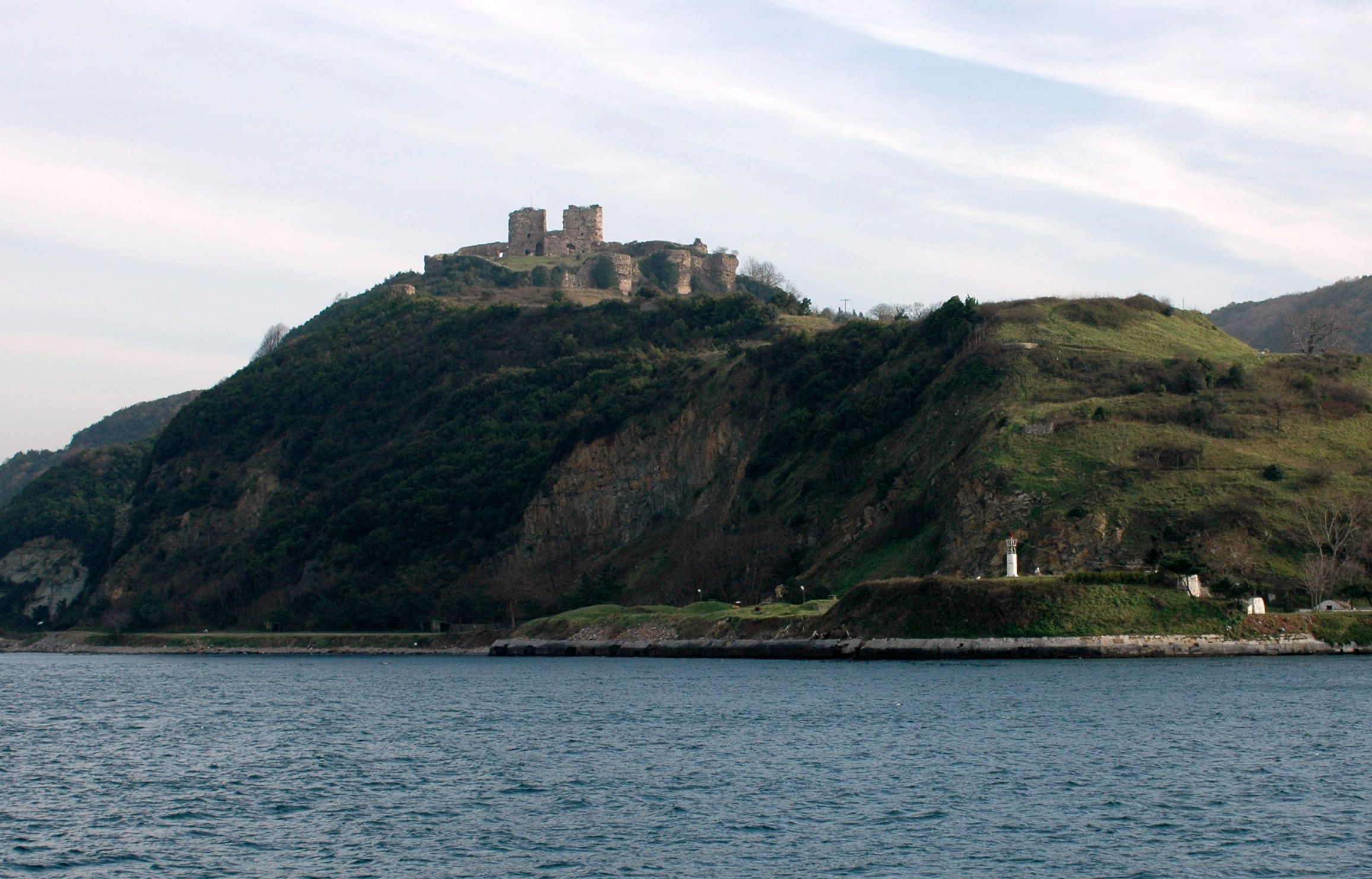
أنقاض قلعة يوروس

عند هجوم السلطان محمد الثاني على القسطنطينية عام 1453، شكل وجود الجنوة في مثل هذا الموقع الاستراتيجي تهديدًا للعاصمة العثمانية الجديدة. في غضون بضع سنوات، طرد السلطان محمد الجنويون. ثم قام بتحصين الجدران، وبنى مكتبًا للجمارك والحجر الصحي ونقطة تفتيش، بالإضافة إلى وضع حامية للقوات هناك. أضاف بايزيد الثاني (1481-1512) لاحقًا مسجدًا داخل أسوار القلعة.
ابتليت غارات القوزاق بالإمبراطورية العثمانية طوال تاريخها الطويل. في عام 1624، أبحر أسطول من 150 من القوزاق عبر البحر الأسود لمهاجمة البلدات والقرى بالقرب من إسطنبول. ضربوا قرى داخل مضيق البوسفور، وقام مراد الرابع (1623-1640) بإعادة تقسيم أناضول كافاجي للدفاع ضد الأسطول. وقد أثبت أنه مفيد في تأمين المنطقة من غارات القوزاق البحرية.
في حكم عثمان الثالث (1754-1757)، تم إعادة تقوية قلعة يوروس مرة أخرى. وفي وقت لاحق، من عام 1783، أضاف عبد الحميد الأول المزيد من أبراج المراقبة. ثم بعد هذه الفترة، ساءت حالة القلعة تدريجيًّا. وبحلول زمن الجمهورية التركية، لم تعد القلعة تُستخدم.

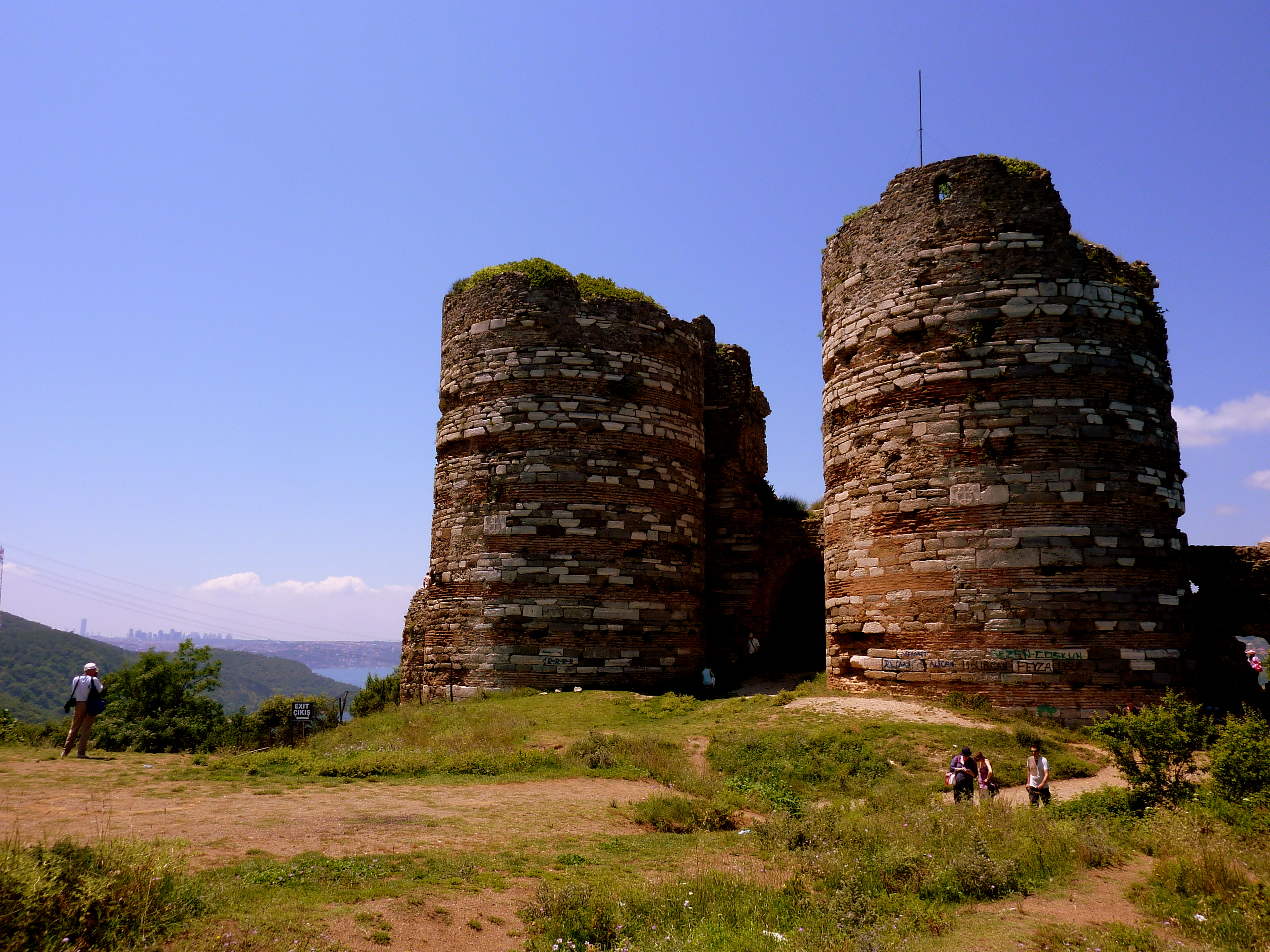
أبواب قلعة يوروس.

## معرض صور

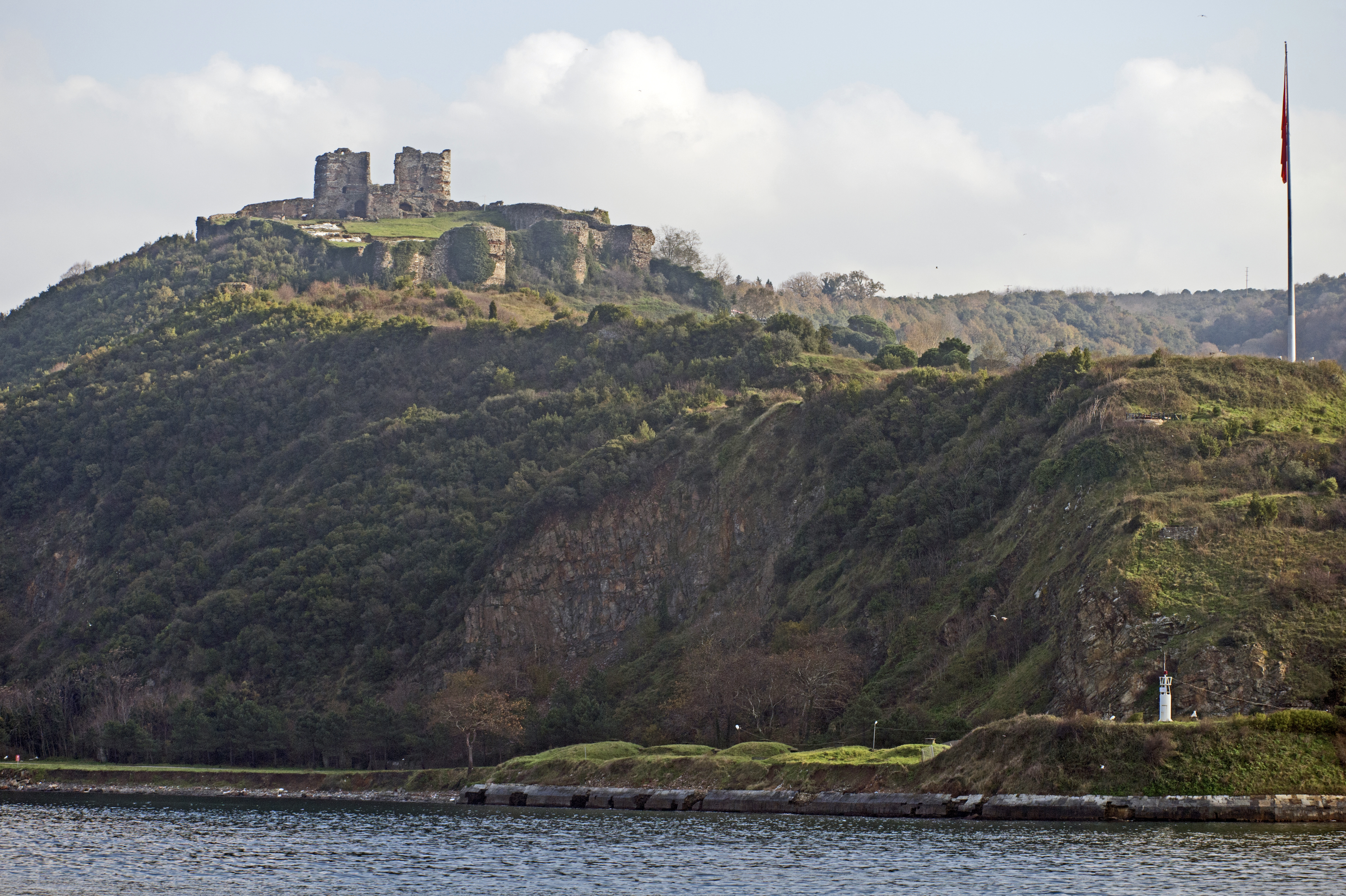
منظرإلى قلعة يوروس من مضيق البوسفور
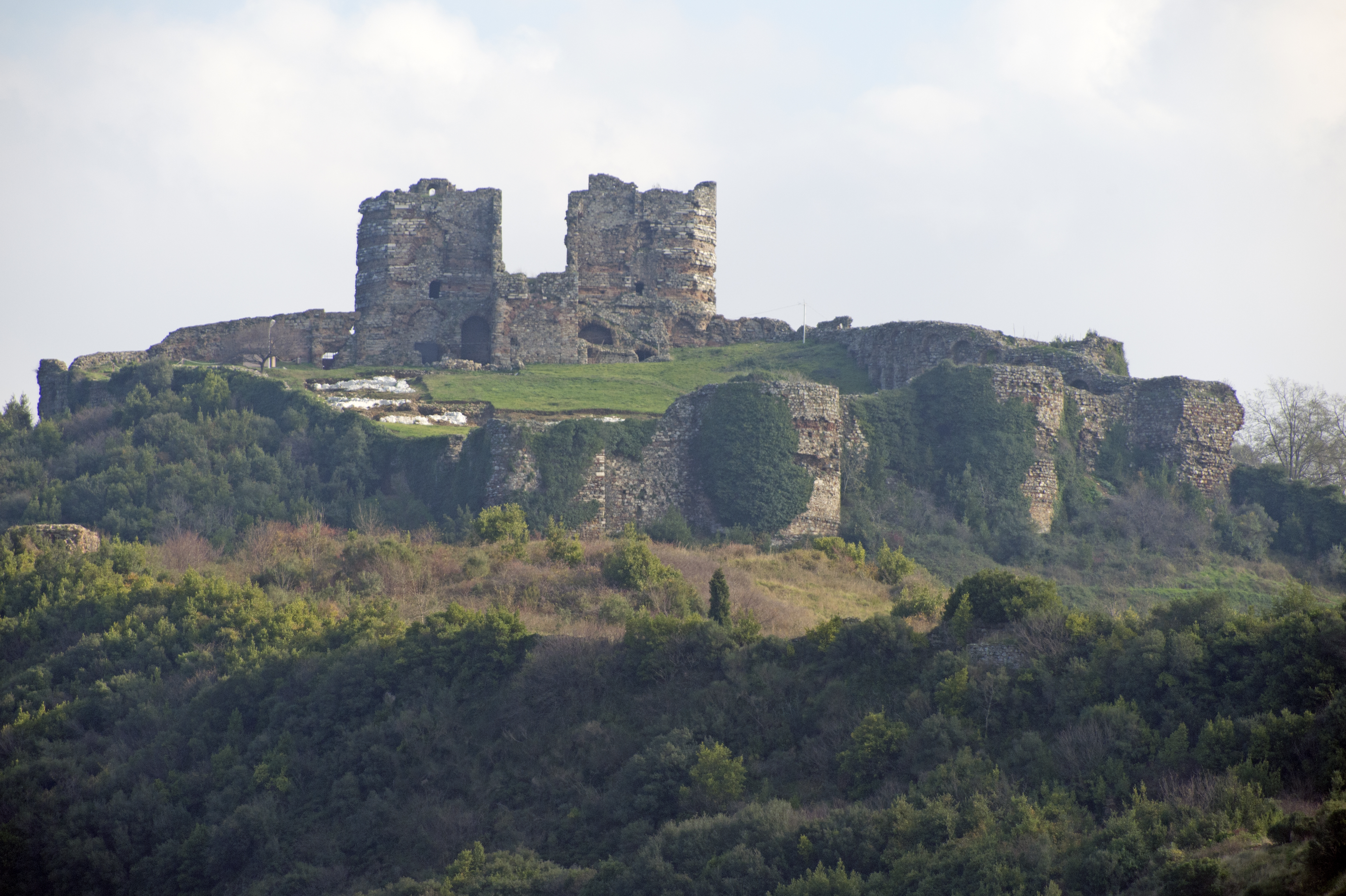
قلعة يوروس
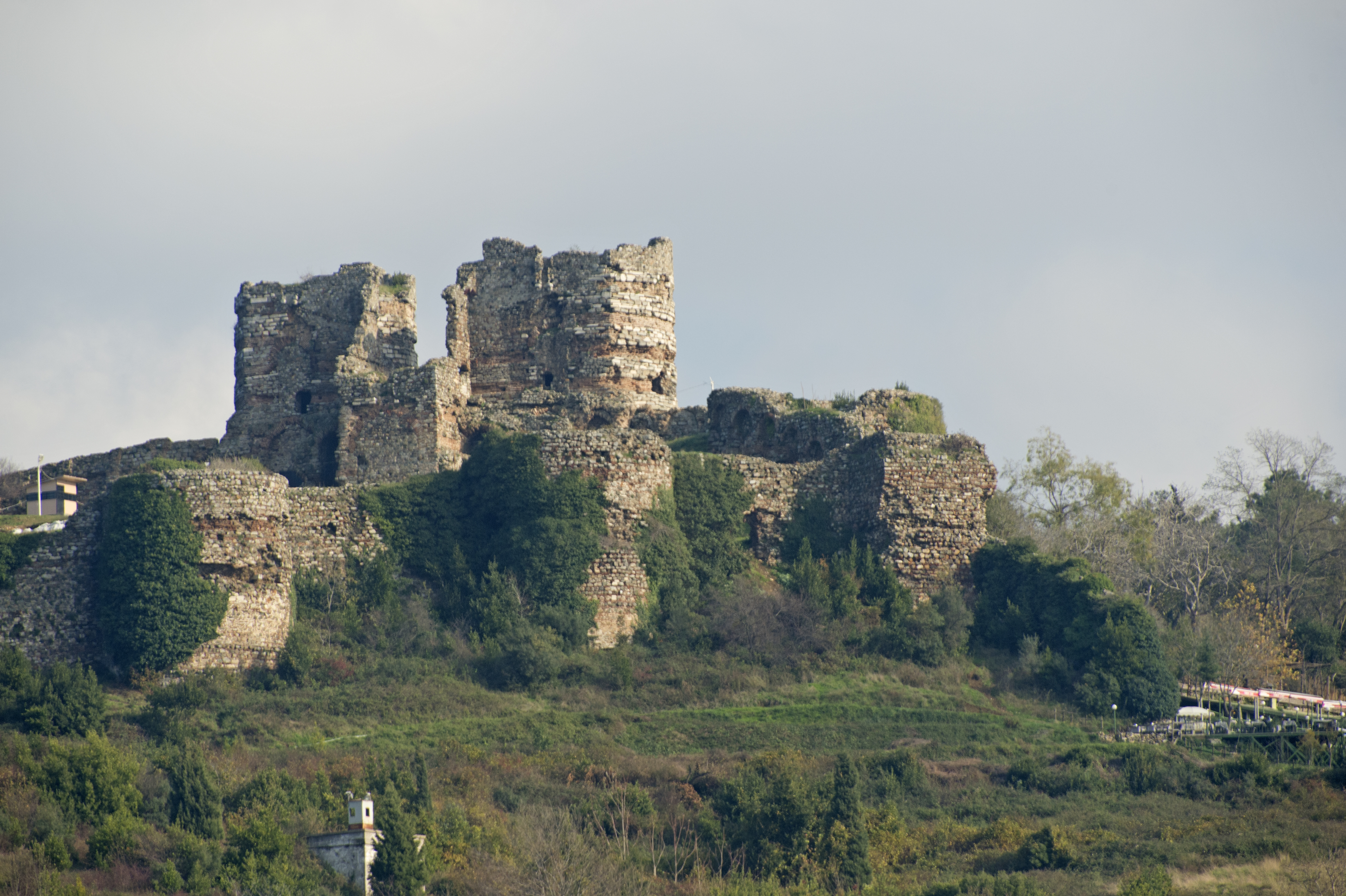
قلعة يوروس من الجانب
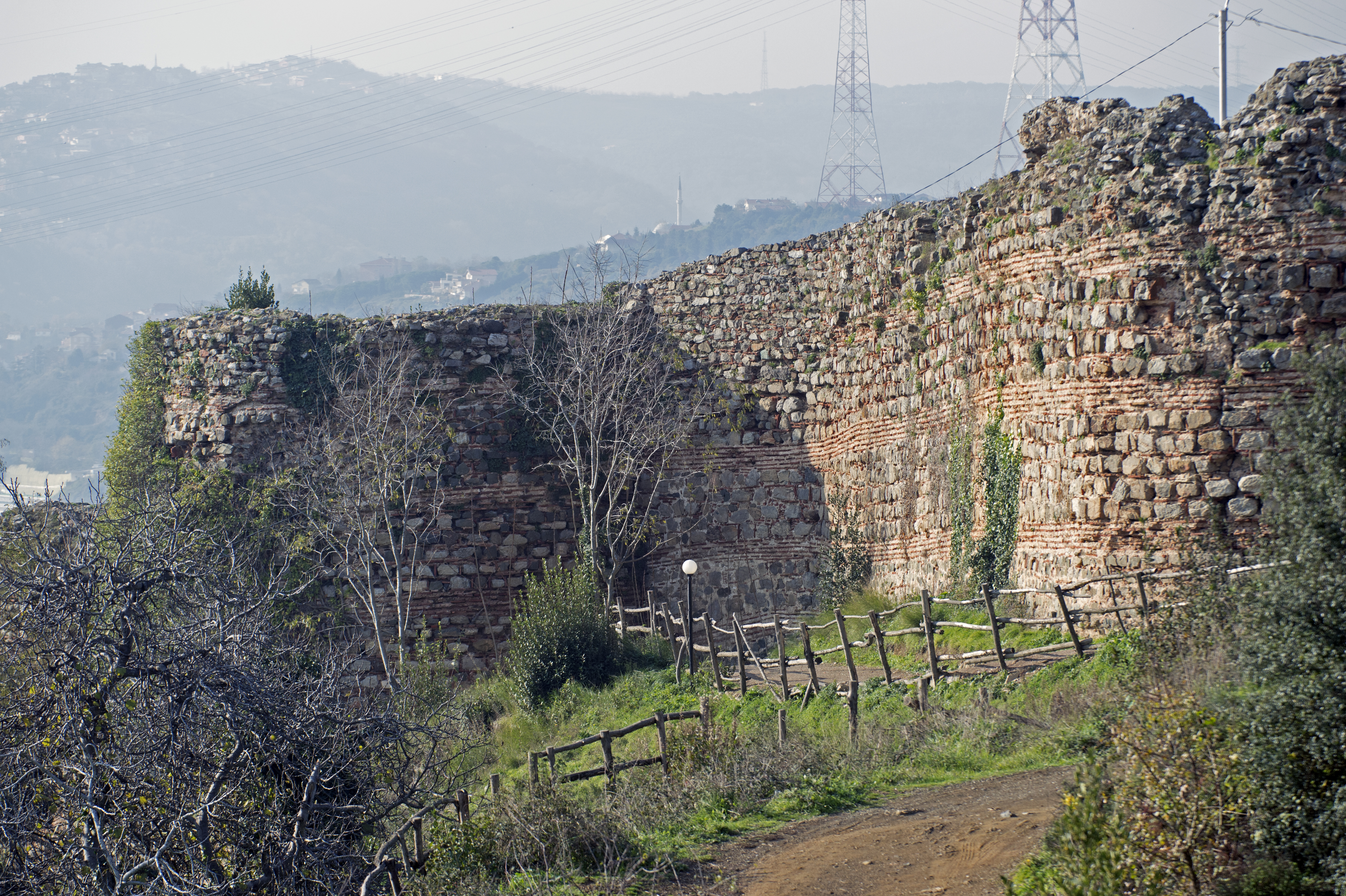
منظر جانبي لقلعة يوروس
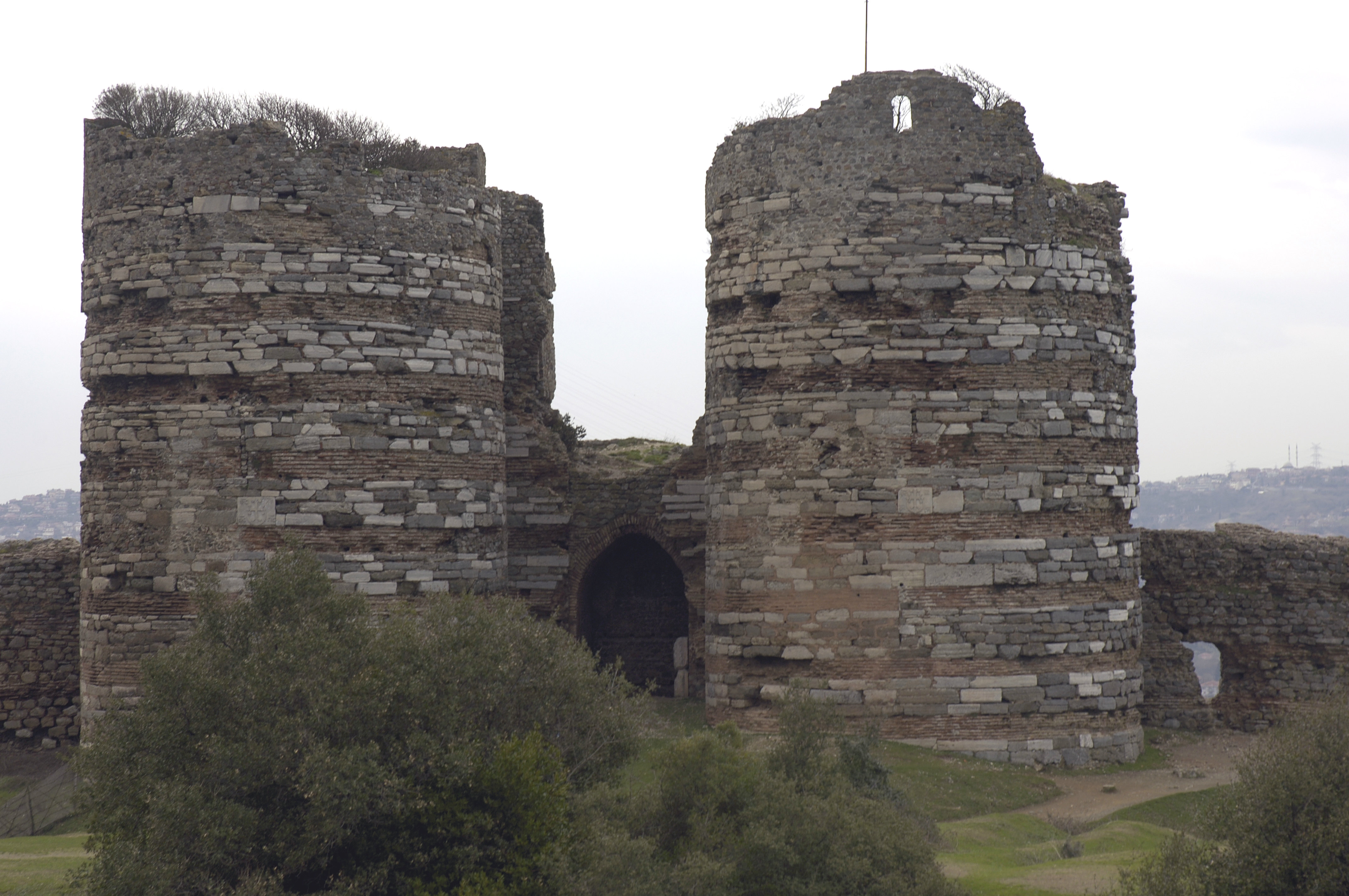
بوابات قلعة يوروس الأمامية
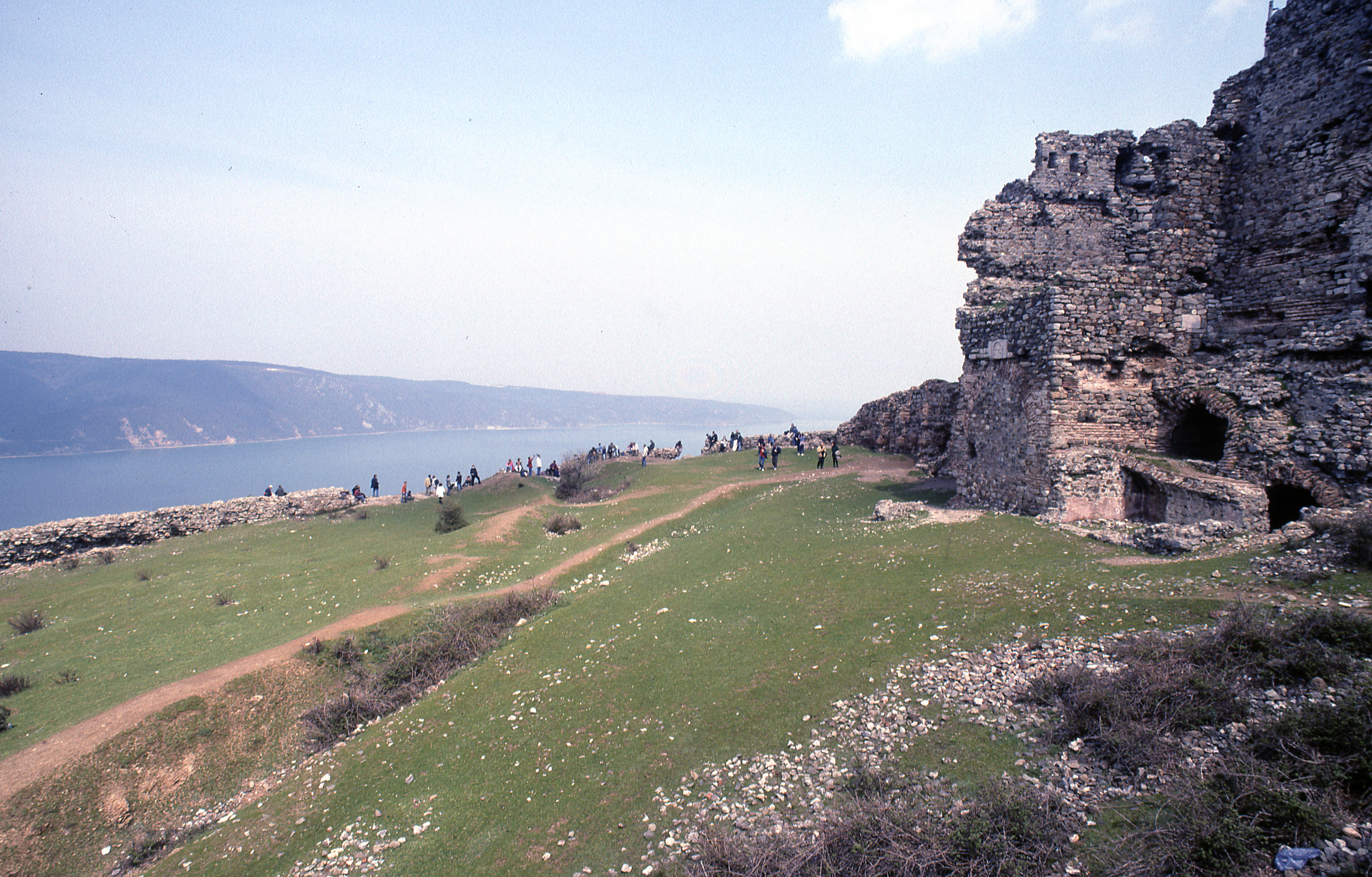
قلعة يوروس، مطلة على البوسفور

## روابط خارجية
- معرض صور قلعة يوروس